# Emmy & Ella (album)
Emmy & Ella è l'album di debutto eponimo del duo musicale svedese Emmy & Ella, pubblicato il 19 febbraio 2010 su etichetta discografica Another Level.

## Tracce
1. Idag – 3:00
2. Alla kan hjälpa någon – 3:25
3. Jag tror på Gud – 2:42
4. David – 3:40
5. Kärleken segrar – 3:25
6. Jag är inte rädd – 3:14
7. Det var Gud som skapade dansen – 3:07
8. En riktig pappa – 2:27
9. Fest och glädje – 3:34
10. Min bästa vän – 3:17
11. Skolsången – 3:27
12. Jag är trygg – 3:08

## Classifiche
| Classifica (2010) | Posizione massima |
| ----------------- | ----------------- |
| Svezia            | 23                |